# HD 210702
HD 210702 é uma estrela subgigante laranja (tipo espectral K1IV) localizada a 183 anos-luz da Terra na constelação de Pegasus. Possui uma massa de 1,85 massas solares e um raio de 4,45 raios solares. Com uma magnitude aparente de 5,939, está próxima do limite visível a olho nu, mas com binóculo pode ser vista facilmente.
Em abril de 2007 foi descoberto um planeta extrassolar orbitando HD 210702, a partir de observações feitas nos observatórios Lick e Keck. Esse planeta tem no mínimo duas vezes a massa de Júpiter e orbita a estrela a uma distância média de 1,17 UA com um período orbital de 341 dias.
| Planeta | Massa   | Semieixo maior (UA) | Período orbital (dias) | Excentricidade |
| ------- | ------- | ------------------- | ---------------------- | -------------- |
| b       | >2,0 MJ | 1,17                | 341,1                  | 0,152 ± 0,08   |